# ジェイソン・ソーサ
ジェイソン・ソーサ（Jason Sosa, 1988年3月10日 - ）は、アメリカ合衆国ニュージャージー州カムデン出身の元プロボクサー。元世界ボクシング協会 (WBA) 世界スーパーフェザー級レギュラー王者。

## 経歴

### ライト級
2009年11月20日、ペンシルベニア州フィラデルフィアのザ・ブルー・ホライゾンでデビュー戦を行い、3回1分13秒TKO勝ちを収め白星でデビューを飾った。
2010年9月25日、トレーシー・ウィギンスと対戦し、プロ初黒星となる初回2分2秒TKO負けを喫した。

### スーパーフェザー級
2015年12月19日、ニューヨーク州ヴェローナのターニング・ストーン・リゾート・アンド・カジノでルイス・オルティス対ブライアント・ジェニングスの前座で元WBA世界フェザー級スーパー王者ニコラス・ウォータースのスーパーフェザー級進出戦の相手として対戦し、10回1-0（2者が95-95、96-94）で引き分けに終わった。しかし、この試合を放送していたHBOのスコアは99-91でウォータースを支持しており、この判定は物議を醸した。
2016年6月24日、北京の首都体育館で行われたWBA年次総会でWBA世界スーパーフェザー級レギュラー王者ハビエル・フォルトゥナと対戦し、5回に左フックで先制ダウンを奪われリードを許していたが、10回に右フックでダウンを奪い返して反撃を開始、11回にフックの連打でダウンを追加し、フォルトゥナは立ち上がったもののレフェリーが続行不能と判断したためソーサの11回45秒逆転TKO勝ちとなり、王座獲得に成功した。
2016年7月1日、WBAはWBA世界スーパーフェザー級スーパー王者のジェスレル・コラレスとWBA世界スーパーフェザー級レギュラー王者のソーサに対し、団体内王座統一戦の対戦交渉を行い30日以内に合意するよう指令を出した。7月14日、WBAはソーサを2016年6月度の月間優秀選手賞に選出した。
2016年11月12日、モンテカルロのモンテカルロ・スポーティングにあるサル・デゼトワールでWBA世界スーパーフェザー級7位のスティーブン・スミスと対戦し、12回3-0（116-111、117-110、116-112）の判定勝ちを収め初防衛に成功した。12月8日、WBAはソーサをWBAの2016年11月度の月間優秀選手賞に選出した。
2017年2月2日、ボブ・アラムは同年4月8日にメリーランド州オクソン・ヒルのMGMナショナル・ハーバーで世界ボクシング機構 (WBO) 世界スーパーフェザー級王者のワシル・ロマチェンコとWBA世界スーパーフェザー級レギュラー王者のソーサが対戦すると発表した。
2017年2月15日、WBA世界スーパーフェザー級レギュラー王座を返上した。4月8日、MGMナショナル・ハーバーでロマチェンコと対戦したが、ソーサの9回終了時棄権により王座獲得に失敗した。
2017年11月25日、マディソン・スクエア・ガーデン・シアターで元世界3階級制覇王者のユリオルキス・ガンボアとスーパーフェザー級10回戦を行い、10回0-2（93-95、92-96、94-94）の判定負けを喫した。
2019年11月2日、カリフォルニア州カーソンのディグニティ・ヘルス・スポーツ・パークで、世界ボクシング評議会 (WBC) 世界スーパーフェザー級王者ミゲール・ベルチェットと対戦したが、4回KO負けで王座獲得に失敗し試合後に引退を表明した。

## 獲得タイトル
- WBA世界スーパーフェザー級レギュラー王座（防衛1）